# Pyramid (programma televisivo)
Pyramid, noto anche come Pyramid - Chi mi capisce è bravo, è stato un programma televisivo italiano in onda su Rai Due dal 3 dicembre 2007 al 3 febbraio 2008, condotto da Enrico Brignano con Debora Salvalaggio.
Gli autori del programma erano: Massimiliano Orfei, Ivo Pagliarulo, Tonino Quinti e Stefano Santucci.

## Format
Si trattava di un game show, in onda nella fascia preserale, basato sull'omonimo format statunitense di ABC condotto da Enrico Brignano con Debora Salvalaggio.
In questo programma, si scontravano due coppie di concorrenti estratti dal pubblico presente in studio. Nella prima manche, uno dei concorrenti doveva scegliere una delle otto categorie di domande, e su quella mimare una serie di parole appartenenti a quella categoria in 30 secondi facendole indovinare al compagno con la possibilità di passare. In questa manche, venivano fatti due giri di domande, poi, al termine della prova la coppia con il peggior punteggio doveva estrarre una di quattro biglie da una piramide dove chi trovava la biglia con lo scarabeo bianco rimaneva in gioco, mentre chi trovava la biglia con lo scarabeo nero veniva eliminato e al suo posto veniva sorteggiato un altro concorrente dal pubblico in studio tra venti potenziali partecipanti con cui proseguire la gara.
Nella seconda manche dal titolo Chi mi capisce è bravo, Enrico Brignano mimava una serie di parole e le coppie dovevano indovinare la parola giusta prenotandosi al pulsante. Al termine della seconda manche, la coppia che aveva il maggior punteggio andava al gioco finale della Piramide mentre l'altra veniva eliminata. In caso di parità, per ogni coppia veniva sorteggiata una lettera, e il capitano doveva mimare una serie di parole che iniziavano con quella lettera al compagno in 30 secondi. Al termine dello spareggio, la coppia che aveva indovinato più parole andava al gioco finale.
Nel gioco finale, la coppia per vincere il jackpot di 20000 € doveva indovinare 10 categorie in tre minuti. Inizialmente, il compagno doveva fare un elenco di parole e l'altro doveva indovinare la categoria di cui facevano parte le parole. Per poter vincere il montepremi si potevano fare massimo tre errori, inoltre, al primo errore il montepremi veniva dimezzato e veniva fatto il cambio in cui l'altro compagno scambiava il ruolo di elencatore. Dopo cinque risposte esatte consecutive, veniva fatto d'ufficio il cambio. Se la coppia, indovinava tutte e dieci le categorie vinceva il montepremi, altrimenti, se sbagliava per tre volte non vinceva nulla e tornava di diritto nella puntata successiva.

## Accoglienza
Pyramid inizialmente registrò un buon successo di pubblico, che però con l'andare delle puntate andò scemando fino ad essere chiuso il 3 febbraio 2008 per bassi indici di ascolto. Tuttavia, andarono in onda anche delle puntate serali con concorrenti VIP dal titolo Pyramid Show nel quale oltre alle prove già citate vi erano anche due giochi nuovi quali: Sulla punta della lingua, in cui le coppie dovevano indovinare le parole mancanti di un testo preso in esame da dichiarazioni tratte da alcune interviste alla stampa rilasciate dai sei concorrenti VIP; e Capisci a mme, in cui il conduttore proponeva alcuni proverbi in vari dialetti italiani e le coppie dovevano prenotarsi fornendo la ‘traduzione’ in italiano del proverbio.